# Paquimé
Paquimé és una zona arqueològica de la Cultura de Paquimé, està localitzada aproximadament a 350 km al nord-oest de la ciutat de Chihuahua, a l'estat de Chihuahua a Mèxic, i a mig quilòmetre del poblat de Casas Grandes. Aquesta zona arqueològica va ser nomenada Patrimoni de la Humanitat de la UNESCO des del 1998.